# Sabbas (patriarcha Aleksandrii)
Sabbas – prawosławny patriarcha Aleksandrii.

## Życiorys
Wybrany patriarchą w 1117 r. Data końca jego panowania nie jest znana. Brał udział w synodzie w Konstantynopolu, który skrytykował nestorianizm.